# Stenocoris filiformis
Stenocoris filiformis är en insektsart som först beskrevs av Fabricius 1775.  Stenocoris filiformis ingår i släktet Stenocoris och familjen krumhornskinnbaggar. Inga underarter finns listade i Catalogue of Life.